# PowerNow!
PowerNow! é uma tecnologia desenvolvida pela AMD, que controla o clock e ajuda num melhor gerenciamento de engergia utilizada pelo processador, está tecnologia é desenvolvida especificamente para laptops. A velocidade do clock e vcore da cpu é diminuida quando não há muita demanda de processamento ou quando em estado de repouso ajudando assim a reduzir a temperatura e uma maior autonomia da bateria. A vida útil do processador também é prolongada devido a voltagem e a temperatura reduzidas.
A tecnologia é similar a da Intel denominada SpeedStep, a adaptação do PowerNow! para desktops tem o nome de Cool'n'Quiet. Os Opterons mais novos utilizam uma variação do PowerNow! denominada Optimized Power Management.

## Processadores com suporte ao PowerNow!
- K6-2+
- K6-III+
- Athlon XP-M - alguns modelos
- Mobile Athlon 64
- Mobile Sempron
- Turion 64 e X2
- Athlon II
- AMD Fusion